# Габріела Зоммерфельд
Марія Габріела Зоммерфельд Розеро (ісп. María Gabriela Sommerfeld Rosero; 23 березня 1971) — еквадорська політична діячка та підприємиця. Міністерка закордонних справ Еквадору з 23 листопада 2023 року.

## Біографія
Габріела Зоммерфельд здобула освіту в Університеті Сан-Франциско де Кіто, а потім здобула ступінь магістра ділового адміністрування в Технологічному інституті Монтеррея в Мексиці.
У 2002 році була президентом еквадорської авіакомпанії «Aerogal». Ця авіакомпанія тепер називається «Avianca Ecuador».
У 2016 році вона керувала туризмом у місті Кіто в рік, коли стався сильний землетрус, який майже не оминув місто, але завдав збитків у три мільярди доларів і забрав життя майже 500 людей. У 2015 році близько 700 000 туристів прибули або подорожували через Кіто.
Її оголосили генеральним директором короткочасної авіакомпанії «Equair», коли вона була запущена в січні 2022 року. Хоча Фредерік Якобсен також був оголошений з подібним титулом . Вона займала високу посаду в авіаційній індустрії, перш ніж стати генеральним директором готелю.
У березні 2023 року вона була генеральним директором готелю в Кіто, а 23 листопада 2023 року в Президентському палаці новий президент Данієль Нобоа офіційно призначив її міністеркою закордонних справ Еквадору.
У грудні 2023 року вона та міністр виробництва та торгівлі Еквадору Сонсолес Гарсія зустрілися з державним секретарем США Ентоні Блінкеном. У тому ж місяці генеральна прокурорка Діана Салазар Мендес здійснила арешти в Еквадорі, а в січні країна переживала кризу, оскільки президент оголосив внутрішню боротьбу з кількома наркоугрупованнями після втечі Хосе Адольфо Масіаса Вільямара з в'язниці. Зоммерфельд перебувала у Давосі, коли розгортався 60-денний надзвичайний стан.
Їй довелося зіткнутися з дипломатичними наслідками після того, як 5 квітня 2024 року президент Нобоа наказав здійснити рейд у посольстві Мексики, щоб вилучити втікача ексвіцепрезидента Хорхе Гласа. Мексика розірвала відносини і звернулася до міжнародної спільноти. Її імпічмент був запропонований у Національній асамблеї Джаджайрою Уррестою. Урреста стверджує, що Зоммерфельд не виконала своїх обов'язків, оскільки не припинила рейд на посольство.  Дія Еквадору була майже повсюдно засуджена Організацією американських держав. Зоммерфельд погодилася, що це справедливий результат, але Еквадор не був готовий просити вибачення за свої дії.
У жовтні 2024 року вона оголосила, що Еквадор припинить визнавати Сахарську Арабську Демократичну Республіку (САДР) як державу, і повідомила про це своїх колег у Марокко.